# Sara Fantini
Sara Fantini, född 16 september 1997, är en italiensk friidrottare som tävlar i släggkastning.

## Karriär
Vid europamästerskapen i friidrott 2022 tog hon brons i släggkastning. Vid europamästerskapen i friidrott 2024 tog hon guld i släggkastning.